# هاکوب آروتیان
هاکوب آروتیان (ارمنی: Հակոբ Արտոյան؛ ۸ مهٔ ۱۹۷۰) بازیکن فوتبال در پست مدافع اهل ارمنستان است.

## باشگاهی
از باشگاه‌هایی که در آن بازی کرده‌است می‌توان به شیراک گیومری اشاره کرد.

## تیم ملی
وی همچنین در تیم ملی فوتبال ارمنستان بازی کرده‌است. آروتیان نخستین بازی ملی خود را در چهارچوب مرحله مقدماتی جام ملت‌های اروپا ۱۹۹۶ – گروه ۲ در تاریخ در کپنهاگ در مقابل دانمارک انجام داده‌است.